# Otto Blumenthal
Otto Blumenthal (alemany: Ludwig Otto Blumenthal)  (Frankfurt del Main, 20 de juliol de 1876 - Theresienstadt, 13 de novembre de 1944) va ser un matemàtic alemany.
Va néixer a Frankfurt del Main en una família jueva acomodada: el seu pare, Ernst Blumenthal, era metge i la seva mare, Eugenie Posen, estava relacionada amb uns rics industrials de Offenbach am Main. Va estudiar al Gymmnasium Goethe de Frankfurt i es va convertir al protestantisme quan tenia 18 anys.
Va ingressar a la Universitat de Göttingen el 1894 amb la intenció d'estudiar medicina, seguint els passos paterns; però després d'un semestre es va canviar a les ciències i les matemàtiques. Després d'un semestre a la Universitat de Múnic, va retornar a Göttingen on va assistir a les classes d'Arnold Sommerfeld, de David Hilbert i de Felix Klein, essent molt influenciat pel primer, tot i que la seva tesi doctoral la va dirigir Hilbert. El 1898 va obtenir el doctorat amb una tesi sobre les fraccions contínues de Stieltjes.
Després d'uns mesos a Paris, on va estudiar amb Émile Borel i Camille Jordan, va retornar a Göttingen, on va obtenir la seva habilitació de professor el 1901. Com que Arnold Sommerfeld havia anat a l'Escola Tècnica Superior de Aachen, no va trigar gaire a recomanar-lo com a professor de matemàtiques, així és que el 1905, Blumenthal va deixar definitivament Göttingen per a ocupar el seu nou destí a Aachen (Aquisgrà), on va romandre fins a l'arribada dels nazis al poder el 1933.
Durant la seva estada a Aachen, a més del seu treball investigador i docent, va ocupar càrrecs acadèmics importants, entre ells el de degà entre 1927 i 1928. La Gran Guerra va ser una ocasió per a desenvolupar els treballs sobre aerodinàmica, pels quals va ser força coneguda la Universitat. Després de la Guerra, Blumenthal es va involucrar en associacions internacionals per al foments de la cooperació i els drets humans, cosa que tampoc va agradar a les noves autoritats nazis. Malgrat la persecució dels nazis, va poder mantenir el seu lloc d'editor principal de la prestigiosa revista Mathematische Annalen fins al 1938.
A partir de juliol de 1939, va obtenir un permís per a donar classes particulars als alumnes de ciències de la Universitat de Delft (Països Baixos), país al que es va traslladar. Però només un alumne va voler assistir a les classes i Blumenthal va haver de viure de la caritat. La invasió nazi d'Holanda, va tornar a posar-lo en la mateixa situació anterior i, malgrat els seus esforços per a emigrar fora de la influència nazi, va ser finalment deportat al Camp de concentració de Theresienstadt on va morir deu mesos després d'arribar-hi de pneumònia, disenteria i tuberculosi, després d'haver descobert que la seva germana havia mort al mateix camp sis mesos abans de la seva arribada.